# Ignaców
Ignaców [pronunciación en polaco: /iɡˈnat͡suf/] es un pueblo ubicado en el distrito administrativo de Gmina Zelów, dentro del Distrito de Bełchatów, Voivodato de Łódź, en Polonia central. Se encuentra aproximadamente a 5 kilómetros al oeste de Zelów, a 20 kilómetros al noroeste de Serłchatów, y a 40 kilómetros al suroeste de la capital regional Łódź.